# Les Seigneurs (film, 2012)
Pour les articles homonymes, voir Les Seigneurs.
Pour plus de détails, voir Fiche technique et Distribution.
Les Seigneurs est un film français réalisé par Olivier Dahan sorti en 2012.
Le film suit Patrick Orbéra, ancien grand footballeur, qui est désormais alcoolique. Après une agression sur un arbitre sur le plateau de Téléfoot, il est contraint par la justice de trouver un emploi stable. Il est recruté comme entraîneur sur la petite île de Molène en Bretagne. Les amateurs viennent de se qualifier pour le 7e tour de la coupe de France. Face à l'amateurisme des joueurs, qui sont des employés de la conserverie locale, La Molénaise, menacée de fermeture, il décide de recruter ses anciens coéquipiers de l'équipe de France pour continuer l'aventure.

## Synopsis
Patrick Orbera, un ancien footballeur qui a connu la gloire en 1998 en remportant la Coupe du Monde avec l'équipe de France, sort d’un match de foot, traversant un couloir, entouré de souvenirs de sa carrière passée : des photos, des coupures de journaux, rappelant sa renommée. Cependant, sa vie a pris un tournant dramatique. Invité sur un plateau télé, il perd son sang-froid et frappe l'animateur, ce qui le conduit à un scandale médiatique.
Dans le village de Molène en Bretagne, la situation est critique : la sardinerie locale, source de revenu principal du village, est au bord de la faillite, nécessitant 600 000 euros pour être sauvée. Le maire, désespéré, cherche une solution. Pendant ce temps, Orbera est convoqué devant un juge pour son comportement inacceptable à la télévision. La juge lui donne un ultimatum : s'il veut récupérer la garde de sa fille, il doit accepter un contrat solide. La juge lui propose alors d'entraîner l’équipe de football de Molène.
Orbera, bien que réticent au début, accepte et se rend à Molène. À son arrivée, il découvre la réalité désolante de l’équipe : les joueurs sont amateurs, mal entraînés et démotivés. Lors de son premier entraînement, il se rend compte de l'ampleur du travail qui l'attend et il a l'idée de contacter d'anciens amis footballeurs qu'il a connus durant sa carrière pour les convaincre de rejoindre son équipe.
Il commence par Marandella, un joueur qu'il a sauvé autrefois et qui accepte de le rejoindre. Ensuite, Orbera rencontre Ziani, un autre ancien ami, qui traverse une période de dépression. Avec quelques encouragements, Ziani accepte également. Puis Orbera se tourne vers Wéké N’Dogo, un joueur dominé par sa femme. Après une brève discussion, elle accepte de le laisser partir avec Orbera. Shaheff, un autre ancien coéquipier, est plus difficile à convaincre. Récemment sorti de prison, il refuse d’abord, mais lorsqu’il est poursuivi par des voyous, il n'a d'autre choix que de monter dans la voiture d’Orbera pour fuir. Ils partent ainsi tous ensemble pour la Bretagne. Seul Léandri refuse de venir.
À leur arrivée à Molène, les anciens joueurs sont accueillis en héros par les villageois sur le port. Les nouveaux venus sont installés dans l'hôtel du village, où ils découvrent avec déception qu'il n'y a ni réseau ni wi-fi dans leurs chambres. Malgré ces désagréments, Orbera organise leur premier entraînement. Le soir, il confesse son propre penchant pour l'alcool, admettant ses faiblesses devant les joueurs et les exhortant à retrouver leur fierté et à tout faire pour gagner.
Le premier match de l’équipe de Molène se déroule de manière serrée. Pendant la première mi-temps, les deux équipes sont à égalité. Dans la seconde partie, le score reste à 0-0 jusqu'à ce que Molène marque un but une minute avant la fin du match, déclenchant l'euphorie parmi les supporters locaux. Orbera, logé chez le président du club, téléphone alors à sa fille, qui est ravie de l'entendre.
Malgré cette victoire, l'équipe de Molène manque cruellement d'un buteur. Le maire, président du club de football, fait venir Léandri, en lui faisant croire qu'il jouera dans une pièce de théâtre. Ils commencent les répétitions. Puis le maire lui avoue qu'il n'y aura pas de pièce de théâtre et qu'il veut qu'il joue dans l'équipe. Léandri accepte finalement de rejoindre l’équipe, à la condition que la pièce de théâtre soit montée.
L'équipe gagne son match suivant.
Un huissier arrive pour fermer la conserverie. Tous les habitants sont rassemblés. Le maire, Orbera et les joueurs, arrivent à faire repartir l'huissier qui promet de revenir avec les gendarmes.
Molène se retrouve en 32è de finale de la Coupe de France contre l'Olympique de Marseille (OM). Cependant, juste avant le début du match, un des joueurs fait un malaise, obligeant Orbera à enfiler les crampons et à rejoindre ses joueurs sur le terrain. L'OM marque deux buts, mais Molène parvient à revenir au score avec deux buts spectaculaires, égalisant une minute avant la fin du temps réglementaire.
Le match se termine sur le score de 2-2, conduisant à une séance de tirs au but. Les deux équipes sont à égalité jusqu'au dernier tir de Léandri pour Molène, qui est annulé car il a tiré avant le coup de sifflet. Il tire à nouveau, mais cette fois, le gardien de l’OM le bloque, provoquant une immense déception chez les supporters de Molène. Malgré cette défaite, Orbera, dans les vestiaires, exprime sa gratitude à ses joueurs pour leur courage et leur détermination.
De retour à Molène, le président du club dévoile que le succès inattendu de l’équipe, bien que battue en 32è de finale, a généré d'importants revenus grâce à son pari sur la victoire de l'OM et aux droits de télévision. La conserverie est finalement sauvée.
Le président du club offre un contrat de 5 ans à Orbera. Les joueurs, ayant rempli leur mission, repartent, sauf Orbera, qui revoit sa fille arrivée par bateau, et Léandri qui joue comme prévu dans la pièce de théâtre, devant tous les joueurs de l'équipe.

## Fiche technique
- Titre original : Les Seigneurs
- Réalisation : Olivier Dahan
- Scénario : Philippe de Chauveron et Marc de Chauveron
- Photographie : Alexandre Lamarque
- Son : Laurent Zeilig
- Costumes : Gigi Lepage
- Décors : Olivier Raoux et Laure Lepelley-Monbillard
- Musique originale : Guillaume Roussel
- Production : O.D. SHOTS et TF1 Films Production
  - Production déléguée : Isaac Sharry
  - Production associée : Agnès Fustier-Dahan
  - Production exécutive : Jean-Yves Asselin
- Sociétés de production : Canal+, Ciné+ et TF1
- Société de distribution : Warner Bros. (France)
- Budget : 20 900 000 euros[2]
- Genre : comédie
- Dates de sortie[3] :
  - France : 19 septembre 2012 (Bretagne) ; 26 septembre 2012 (sortie nationale)
  - Belgique : 26 septembre 2012

## Distribution
- José Garcia : Patrick Orbéra, l'entraîneur
- Franck Dubosc : David Léandri (buteur), footballeur cherchant à se reconvertir en acteur
- Jean-Pierre Marielle : Titouan Leguennec, maire de Molène
- Gad Elmaleh : Rayane Ziani, technicien, footballeur, dépressif, accro à la PlayStation
- Omar Sy : Wéké N'Dogo, libéro, footballeur, inspiré de Lilian Thuram, ayant des problèmes cardiaques
- Ramzy Bedia : Fabien Marandella, gardien de but, accro à la cocaïne et aux escort-girls
- Joey Starr : Shaheef « le Baron Rouge » Berda, milieu défensif très agressif, qui sort de prison
- Le comte de Bouderbala : pêcheur footballeur Yoann « Le Pen » Le Penis
- Frédérique Bel : Floria, la jeune serveuse
- Clémentine Baert : Anne Leguennec, fille de Titouan
- André Penvern : Foucher
- Ludovic Berthillot : Gouvernec
- François Bureloup : Kernel
- Élisabeth Commelin : la juge Leguennec, sœur de Titouan
- Sébastien Libessart : Debec
- Riton Liebman : l'huissier voulant saisir la conserverie
- Chantal Neuwirth : Nénène, la propriétaire du bar
- Claudia Tagbo : Fatou N’Dogo, épouse acariâtre de Wéké ayant horreur du football
- Lucas Renault : Erwan
- Jean Reno : lui-même (caméo)
- Elena Zoualegh : Louise, fille de Patrick
- Anne Suarez : Laura Orbéra, ex-épouse de Patrick, mère de Louise
- Vanessa Guide : Charlotte
- Nicolas Simon : Fuche
- Christian Jeanpierre et Mathias Honoré : les animateurs télé
- Alban Aumard : le commentateur du stade
- Arnaud Henriet : l'avocat de Laura
- André Chaumeau : le retraité voisin de N'Dogo
- Marc Rioufol : le psychologue de Ziani
- Arsène Mosca et Laurent Biras : les commentateurs
- Frédéric Maranber : le gendarme
- Valéry Schatz : le réalisateur
- Audrey Hamm : Greta
- Jean-François Lescurat : un avocat
- Joe Sheridan : le gardien de la prison écossaise
- Hervé Gaucher : arbitre de football de la Ligue de Paris Île-de-France de football

## Production

### Tournage
Le film a été tourné dans les départements :
- du Finistère (Molène, Brest, Porspoder (lieu de la course d'entrainement), Brignogan-Plages (lieu de la maison de Le Guennec), Plougastel-Daoulas (lieu du débarcadère), Landunvez) ;
- du Val-d'Oise (Nesles-la-Vallée, lieu du stade de Molène).

Les séquences se déroulant dans la conserverie du film ont été tournées en juillet 2011 à la conserverie concarnoise Gonidec - Les Mouettes d'Arvor.

## Musique
Sauf indication contraire ou complémentaire, les informations mentionnées dans cette section proviennent du générique de fin de l'œuvre audiovisuelle présentée ici.
- Going Down Hard par Lee Rocker.
- Promentory par Pipes and Pints.
- Ya Ya par Lee Dorsey.
- Lady Marmalade par LaBelle.
- Little Darlin' par The Diamonds.
- Rockin' Pneumonia and the Boogie Woogie Flu par Huey « Piano » Smith.
- Last Night par The Mar-Keys.
- Mambo Jambo par Pérez Prado et son orchestre.
- Don't You Just Know It par Huey « Piano » Smith.
- Daddy Cool par Boney M..
- Guaglione par Pérez Prado et son orchestre.
- Andante du Concerto pour piano no 21 de Wolfgang Amadeus Mozart.
- Sweet Leilani (en) par Dick McIntire (en) et son Harmony Hawaiians.
- High Blood Pressure par Huey « Piano » Smith.
- Just a Dream par Jimmy Clanton (en).
- Rock This Town (en) par Brian Setzer.
- Quand t'es dans le Désert par Jean-Patrick Capdevielle.
- A Swingin' Safari (en) par Bert Kaempfert et son orchestre.
- Tri martolod.
- Ain't Got No Home par Clarence « Frogman » Henry.
- Gortoz a ran par Denez Prigent et Lisa Gerrard (fin du match Molène/OM).
- Love Is All (en) par Ronnie James Dio (générique de fin).
- Highland Tale de Chris Field (en).
- Lullaby of Hope de John Renbourn.
- Ye Banks and Braes.
- Tek Dance de Laurent Lombard.
- Hot Sport in Punch de Marc Vickers.
- Speed de Stéphane Joly et Éric Caspar.
- Habitacion par Tito Puente et son orchestre.
- Nadia's Theme de Barry De Vorzon et Perry Botkin Jr..
- Avant-deux de Bazouges.
- Trip to Ireland de Ronan Le Bars et Nicolas Quemener.

## Box-office
- France : 2 792 000 entrées[5] (fin d'exploitation après 8 semaines à l'affiche)

## Analyse